# 内田虎雄
内田虎雄（うちだ とらお、1910年9月15日ー1977年4月27日）は、日本の統計学者・数学教育学者。専門は統計学。高知大学名誉教授。

## 人物・来歴
高知県・徳島県出身。東北帝国大学理学部数学科卒。高知大学助教授、教授、1974年定年退官、名誉教授、高知学園短期大学教授。専門は統計学。

## 著書
- 『複素数と幾何学』綜文館, 1948
- 『新制数学演習 幾何編』綜文館, 1949
- 『発散級数論』大雅堂, 1950
- 『一次二次函数の研究』(学習研究新書 山海堂, 1951
- 『高校生の一般数学 受驗本位』池田書店, 1951
- 『解析1正解 要点と応用』池田書店, 1952
- 『解析2正解 要点と応用』池田書店, 1952
- 『解析「1」の公式と活用』 (学習研究新書 山海堂, 1953
- 『解析「2」の公式と活用』(学習研究新書 山海堂, 1953
- 『幾何正解 要点と応用』池田書店, 1953
- 『解析1 重要問題研究』池田書店, 1954
- 『新・高校生の数学1 幾何編』池田書店, 1956
- 『数学1の解法 代数編』山海堂, 1957
- 『数学1の解法 幾何編』山海堂, 1957
- 『新・高校生の数学3』池田書店, 1958
- 『数学Ⅰ必修48章 大学受験 [幾何編]』 (必修48章シリーズ) 池田書店, 1959
- 『大学受験数学1必修48章 代数編』池田書店, 1959
- 『教科準拠数学1の代数』山海堂, 1960
- 『数学1の幾何 教科準拠』山海堂, 1960
- 『数学2 教科準拠』山海堂, 1960
- 『力のつく数学1 学習に受験に』池田書店, 1964.1
- 『級数論』 (数学選書　槙書店, 1969-70

### 共著
- 『解析基礎的研究』鍋島信太郎共著. 池田書店, 1953
- 『数学2必修48章 大学受験』(必修48章シリーズ) 鍋島一郎 共著. 池田書店, 1960